# Gagrella laciniipes
Gagrella laciniipes is een hooiwagen uit de familie Sclerosomatidae.